# 格尔德尼茨
格尔德尼茨是德国石勒苏益格－荷尔斯泰因州的一个市镇。总面积5.15平方公里，总人口233人，其中男性120人，女性113人（2011年12月31日），人口密度45人/平方公里。